# 澄碧河水库
澄碧河水库位于中国广西壮族自治区百色市城北七公里的澄碧河（右江支流）上，是集发电、 防洪、 供水为一体的大型水库。透明度210厘米。
澄碧河水库于1958年9月开工，1961年10月基本建成大坝和溢洪道等主体工程。澄碧河水电站1964年11月开工，1966年3月首台机组发电。坝首电站装机容量2.6万千瓦，保证出力1.03万千瓦，年发电量1.09亿千瓦时。用电提水灌溉农田达10万亩
由于大坝土质差，渗漏严重，威胁下游安全。1972年6月采取冲击钻筑造混凝土防渗墙方法处理，1974年4月完工，效果显著。
澄碧河水库湿地已被列入2000年公布的《中国重要湿地名录》。